# Olliergues
Olliergues ist eine französische Gemeinde mit 736 Einwohnern (Stand 1. Januar 2022) im Département Puy-de-Dôme in der Region Auvergne-Rhône-Alpes. Sie gehört zum Gemeindeverband Communauté de communes du Pays d’Olliergues im Arrondissement Ambert und zum Kanton Les Monts du Livradois. Sie liegt im Regionalen Naturpark Livradois-Forez. Die Gemeinde wird im Südwesten vom Fluss Dore begrenzt, in den an der südlichen Gemeindegrenze ihr Zufluss Gérize und an der nördlich Grenze die Faye von rechts einmünden.

## Bevölkerungsentwicklung
| Jahr                       | 1962 | 1968 | 1975 | 1982 | 1990 | 1999 | 2013 |
| Einwohner                  | 1297 | 1324 | 1273 | 1176 | 1015 | 901  | 725  |
| Quellen: Cassini und INSEE |      |      |      |      |      |      |      |

## Persönlichkeiten
- Henri Gourgouillon  (1858–1902), Bildhauer

## Weblinks

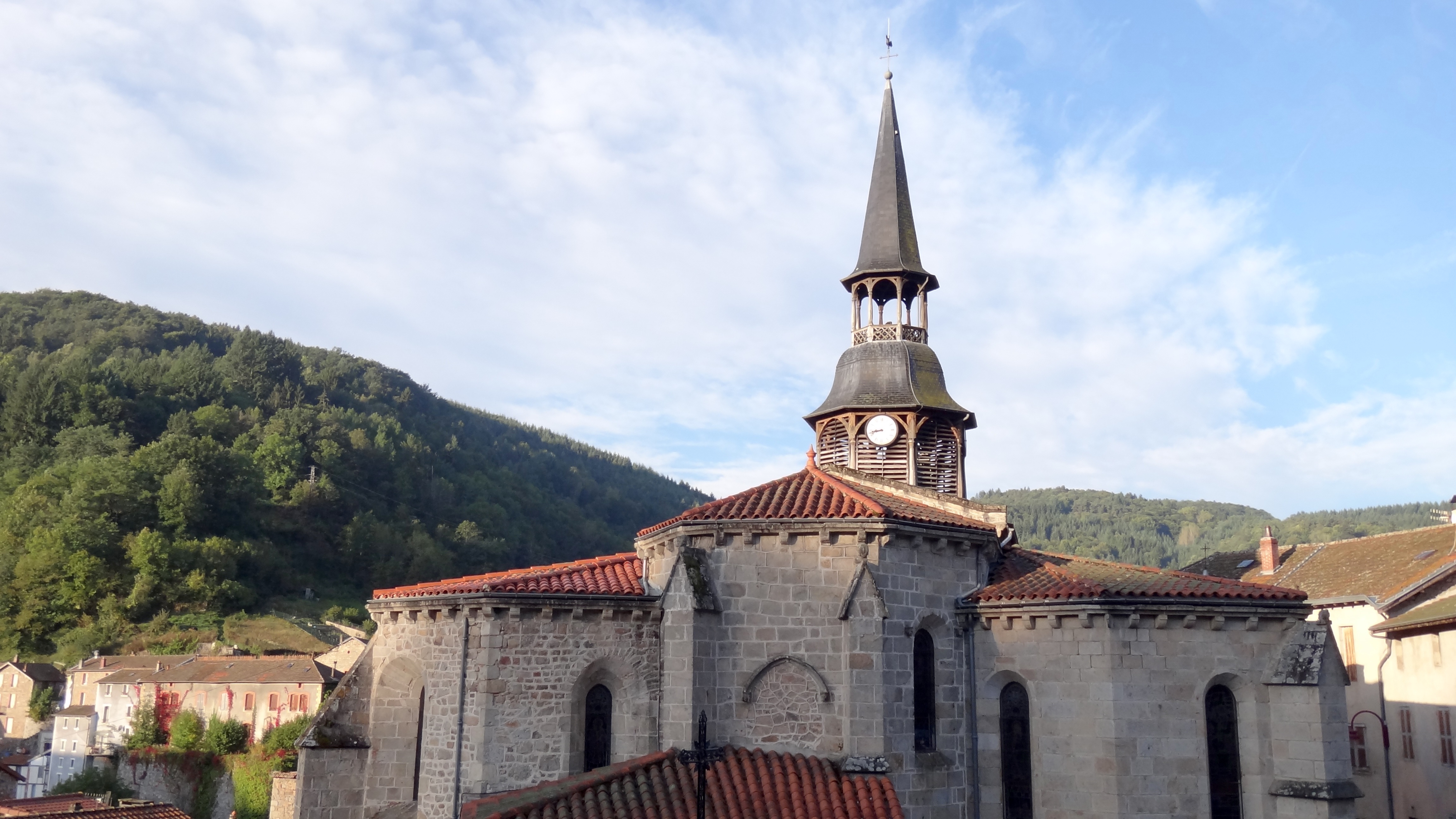
Kirche Notre-Dame